# Risoba sphaerophora
Risoba sphaerophora är en fjärilsart som beskrevs av Edward Meyrick 1889. Risoba sphaerophora ingår i släktet Risoba och familjen trågspinnare. Inga underarter finns listade.